# Yony Flores
Yoni Wilson Flores Monroy (16 de febrero de 1983) es un exfutbolista guatemalteco que jugaba como defensa. Actualmente Suspendido de por vida por la FIFA por amaño de partidos. Salió del Equipo Mutero del C.S.D. Sacachispas de Chiquimula

## Trayectoria
En su carrera deportiva jugó con dos equipos del fútbol guatemalteco. Debutó en Liga Mayor en el año 2004 con el equipo Deportivo Marquense donde jugó 70 partidos y anotó 3 goles. Procedente de Deportivo Sacachispas. 
En el año 2009 pasa a las filas del Club Social y Deportivo Municipal el 31 veces Campeón de Liga Mayor.

## Selección nacional
Con la Selección de Fútbol ha jugado 16 juegos internacionales. 
Fue parte del Equipo que participó en la Copa Oro 2007 y en las eliminatorias para el Mundial de Sudáfrica 2010.
Está implicado en un caso de amaño de partidos con la selección nacional de fútbol de Guatemala.

## Clubes
| Club                              | País      | Año       |
| --------------------------------- | --------- | --------- |
| Deportivo Marquense               | Guatemala | 2004-2009 |
| Club Social y Deportivo Municipal | Guatemala | 2009      |

- Datos: Q1452484